# 정인과
정인과(鄭仁果, 일본식 이름: 德川仁果도쿠가와 진카 또는 悳川仁果도쿠가와 진카, 1888년 1월 9일 ~ 1972년)는 일제강점기 조선예수교장로회 총회장, 기독교신문협회 회장 등을 역임한 한국의 장로교 목사로, 본명은 정의종(鄭顗鍾, 개명 전 이름)이며 본적은 평안남도 순천군 은산면이다.

## 생애

### 초년기
평안남도 순천에서 태어나 평양의 숭실중학교와 숭실전문학교를 졸업하였다. 1913년 미국으로 유학하여 신학을 공부했고 1921년 캘리포니아주의 산 앤셀모에 위치한 샌프란시스코 신학교를 졸업했다.

### 임시정부 활동
정인과가 미국에서 신학교를 마칠 무렵 3·1 운동이 일어나면서 곧바로 상하이에 대한민국 임시정부가 수립되었다. 이에 따라 해외에 있던 교포 단체에서도 임시정부에 대표를 파견하게 되는데, 북미 지역에서는 안창호를 특파원으로, 정인과와 황진남을 수행원으로 상하이에 보냈다. 안창호는 임시정부의 내무총장을 맡았고, 정인과와 황진남은 임시의정원 회의를 통해 미국령 교민 대표로 임시정부 의원으로 임명되었다.
이후 임시정부에서 임시의정원 부의장과 외무차장을 맡아 활동하였으나 임시정부 내의 여러 계파 간 갈등이 드러나고 전망이 불투명해지면서 이탈하는 세력이 늘어났다. 정인과도 1920년 임시의정원 의원직과 외무차장직을 사임한 뒤 미국으로 돌아갔다. 미국 복귀 후에도 유학 생활을 계속하여 1922년에 프린스턴 신학교에서 신학사를, 1923년에 프린스턴 대학교에서 문학사 학위를 받고 콜럼비아 대학교 대학원에 진학하여 교육학을 공부하였다.
1924년 정인과는 약 11년 간의 해외 유학과 임시정부 활동을 마치고 귀국하였다. 임시정부 활동 전력으로 인해 일본 경찰은 정인과를 요시찰 인물로 분류하여 감시하였으며, 함경북도 성진에서의 강연 내용을 문제 삼아 보안법 위반 혐의로 구류된 일도 있다. 이 당시 정인과의 고향인 평남 순천의 순천경찰서는 그가 배일 사상을 갖고 있고 비밀 결사 조직의 우려가 있다고 평가한 바 있다.

### 일제 강점기 말기
1937년 중일 전쟁 발발 직전 시국이 경색되면서 수양동우회 사건이 일어났다. 일본은 본격적으로 중국을 침략하기 앞서 3·1 운동 이후 어느 정도 묵인하고 있던 민족개량주의 노선의 단체들을 탄압하기 시작했는데, 이때 많은 지식인들이 전향을 하게 되었다. 정인과는 안창호 계열인 수양동우회의 지도적 인물로서 구속되었다가, 역시 이 사건으로 체포된 뒤 전향한 오문환의 회유를 받아들여 풀려났고 이후 본격적인 친일 활동에 나서게 되었다.
정인과가 속해 있던 교파인 장로교는 1938년 신사참배 강요에 호응해 신사참배를 공식 결의했고, 이듬해에는 국민정신총동원 조선예수교장로회연맹이라는 단체를 결성하여 조직적인 전쟁 지원과 황민화 운동에 나섰다. 물론 주기철 목사, 한상동 목사처럼 십계명의 우상 숭배 금지명령을 근거로 저항하는 목소리도 있었지만, 투옥, 목사직 면직등의 탄압을 받았다. 장로교회에서는 친일 활동을 효율적으로 수행하기 위한 총회 중앙상치위원회가 조직되었고, 정인과는 총간사로 취임했다. 정인과는 각계 인물들이 함께 결성한 국민총력조선연맹의 문화부 위원으로도 참여했고, 《매일신보》에 '일본적 기독교'로의 조선 기독교 개조에 대한 글을 싣거나 《동양지광》 주최의 영미타도 좌담회 참석, 《조광》 기고 등으로 적극적인 친일 활동을 했다. 국방헌금 납부를 독려하며, '조선예수교장로교도 애국기 헌납 기성회'라는 단체를 조직해 회장을 맡기도 했다.
일본 제국 관헌에서는 조선성서공회 총무 정태응을 간첩 혐의로 구속하고 정인과에게 성서공회를 넘기거나, 기독교계 언론을 모두 폐간시킨 뒤 유일한 기독교 신문으로 《기독교신문》을 창간할 때도 기독교신문협회 회장으로 정인과를 지명하는 등, 그에 대한 신임을 보여주었다. 기독교신문은 1942년 천장절에 창간호를 냈고, 정인과는 이 신문의 발간 목적이 '반도 기독교의 일본적 진전에 기여'하는 것이라고 명시했다.

### 반민특위 체포
이러한 행적으로 인해 정인과는 대표적인 친일 목사라는 비판을 받았으며, 광복 이후에는 반민족행위처벌법에 의해 개신교 목사 가운데 처음으로 반민특위에 체포되었다. 반민특위 활동이 친일파들과 결탁한 이승만 초대 대통령에 의해 활동을 방해받는 과정에서 풀려났다. 그러나 반민특위 조사관들이 정인과에게 원래 예수를 따르는 12명의 사도 가운데 한 사람이었다가 나중에 예수를 배신한 이스가리옷 유다에 빗대서 '대한의 유다'라는 별명을 붙여줄 정도로 지나친 친일 행적으로 인해 개신교회에 복귀하지 못했다.

## 사후
2002년 발표된 친일파 708인 명단의 기타 부문과 2008년 공개된 민족문제연구소의 친일인명사전 수록예정자 명단의 종교 부문, 2009년 친일반민족행위진상규명위원회가 발표한 친일반민족행위 705인 명단에 포함되었다.

## 같이 보기
- 대한민국 임시정부
- 수양동우회 사건
- 기독교신문

## 참고 문헌
- 반민족문제연구소 (1993년 4월 1일). 〈정인과 : 장로교 황민화의 선봉장 (김승태)〉. 《친일파 99인 3》. 서울: 돌베개. ISBN 978-89-7199-013-1.
- 조호진 (2004년 8월 14일). “"한국 교회 친일행적 말할 때 됐다" - CBS-TV 8·15특집 다큐 '한국교회의 친일을 말한다'”. 오마이뉴스. 2007년 12월 22일에 확인함.